# Juan Cruz Zurbriggen
Juan Cruz Zurbriggen (Estación Clucellas, Santa Fe; 12 de mayo de 2000) es un futbolista argentino. Juega de delantero en San Telmo de la Primera B Nacional, a préstamo desde Colón.

## Carrera

### Inferiores
Zurbriggen comenzó jugando en Sportivo Libertad de Estación Clucellas. Luego, pasó a Florida de Clucellas, donde estuvo 2 años, jugando en la Primera B de la Liga Rafaelina. En 2014 pasó por Atlético de Rafaela. Aunque no jugó muchos partidos en AFA, en 2016 se fue hacia Colón.

### Colón
Eduardo Domínguez subió a Zurbriggen desde la sexta a Primera en 2018. Su primer convocatoria ocurrió el 22 de julio del mismo año en un partido por Copa Argentina frente a Deportivo Morón, aunque no tuvo la posibilidad de tener sus primeros minutos.
Para su debut tuvo que esperar al 13 de abril de 2019. Ingresó por Nicolás Leguizamón a los 24 minutos del segundo tiempo, en el partido por la Copa de la Superliga frente a Tigre.

## Estadísticas
- Actualizado hasta el 2 de noviembre de 2019.

| Colón Argentina | 1.ª                 |                     |   |   |   |   |   |   |   |   |      |
| Colón Argentina | 1.ª                 | 2018-19             | 0 | 0 | 1 | 0 | 0 | 0 | 1 | 0 | 0,00 |
| Colón Argentina | 1.ª                 | 2019-20             | 1 | 0 | 0 | 0 | 0 | 0 | 1 | 0 | 0,00 |
| Colón Argentina | Total club          | Total club          | 1 | 0 | 1 | 0 | 0 | 0 | 2 | 0 | 0,00 |
| Total en su carrera | Total en su carrera | Total en su carrera | 1 | 0 | 1 | 0 | 0 | 0 | 2 | 0 | 0,00 |
| (1) Las copas nacionales se refiere a la Copa Argentina y a la Copa de la Superliga Argentina. (2) Las copas internacionales se refiere a la Copa Libertadores y a la Copa Sudamericana. (3) Media de goles por encuentro. No incluye goles en partidos amistosos. |                     |                     |   |   |   |   |   |   |   |   |      |

## Palmarés

### Campeonatos nacionales
| Título                      | Club  | Sede      | Año  |
| --------------------------- | ----- | --------- | ---- |
| Copa de la Liga Profesional | Colón | Argentina | 2021 |